# Котменіца
Котменіца (рум. Cotmenița) — село у повіті Арджеш в Румунії. Входить до складу комуни Бебана.
Село розташоване на відстані 120 км на північний захід від Бухареста, 12 км на захід від Пітешть, 95 км на північний схід від Крайови, 109 км на південний захід від Брашова.

## Населення
За даними перепису населення 2002 року у селі проживали 329 осіб, усі — румуни. Усі жителі села рідною мовою назвали румунську.